# 沃洛科拉姆斯克
56°02′N 35°57′E / 56.033°N 35.950°E
沃洛科拉姆斯克（俄语：Волокола́мск）是俄羅斯莫斯科州西北部的一個城市。位於莫斯科西北129公里拉馬河畔。2002年人口16,656人。
1135年首見於文獻，因位於諾夫哥羅德—莫斯科—梁贊水道的繞道而得名。